# Європейська угода з розробок в галузі термоядерного синтезу
Європейська угода з розробок в галузі термоядерного синтезу (англ. European Fusion Development Agreement, EFDA) — організація, що була створена в 1999 році для забезпечення загальної структури, координації і взаємодії учасників термоядерних досліджень з країн Європи у рамках ЄС. 
Наступник EFDA -- EUROfusion -- створений у 2014 році. Консорціум фінансується програмою Euratom Horizon 2020. 

## Історія
EFDA є угодою між Євратомом, Єврокомісією і усіма європейськими термоядерними асоціаціями (англ. Euratom Fusion Associations). EFDA заснована як елемент зв'язку між Євратомом і термоядерними асоціаціями .
Завдання EFDA полягає в тому, щоб розробити і розвинути необхідну наукову, технічну і промислову базу для забезпечення виробництва термоядерної енергії: створення майбутнього термоядерного реактора ITER, прототипу термоядерної енергетичної станції і можливостей для участі Європи в міжнародній співпраці. Для вирішення цього завдання, EFDA координує технологічні роботи, що проводяться європейськими термоядерними лабораторіями і промисловістю, а також координує європейський внесок в міжнародну співпрацю.
На сьогодні, основною діяльністю EFDA є експлуатація термоядерної установки JET, що є найбільшим у світі термоядерним реактором та тестовим стендом для подальшого впровадження технологій для будівництва термоядерних реакторів нового покоління.
Робочий план EFDA включає заходи і програми досліджень, які спрямовані на демонстрацію можливості досягнення параметрів плазми в ITER, характерних для термоядерних електростанцій, а також на рішення ряду завдань передових технологій, таких, як створення надпровідних котушок, компонентів конструкції, що витримують високі теплові потоки, систем дистанційного керування, систем поводження з відходами.
У планах EFDA акцент поставлено на два ключові питання, що стосуються майбутнього демонстраційного реактора DEMO, а саме досягнення самозабезпечення реактора тритієвим паливом і розробка радіаційно-стійких конструкційних матеріалів з низькою залишковою активацією.

## Керівництво
Структура керівництва EFDA складається із таких керівних посад:
- керівник EFDA — Dr. Francesco Romanelli;
- асоційований керівник EFDA для JET — Dr. Francesco Romanelli.

## Структура
Потужності EFDA розміщені у двох місцях, у кожному з яких розташований так званий Close Support Unit (CSU), що відповідає за певну частину діяльності EFDA:
- EFDA-CSU Garching (Ґархінґ, Німеччина) — знаходиться біля Мюнхена та розташований на території німецького Інституту фізики плазми ім. Макса Планка.
- EFDA-CSU Culham (Калем, Велика Британія) — знаходиться на території лабораторії Калемського центру термоядерної енергії, місце де знаходиться установка Joint European Torus.

## Перелік асоціацій

### Австрія
- Association EURATOM ÖAW

### Бельгія
- Association EURATOM Etat Belge, Research Unit ULB
- Association EURATOM Etat Belge, Research Unit SCK/CEN [Архівовано 4 березня 2016 у Wayback Machine.]
- Association EURATOM Etat Belge, Research Unit ERM/KMS

### Болгарія
- Association EURATOM INRNE

### Чехія
- Association EURATOM IPP CZ [Архівовано 9 жовтня 2011 у Wayback Machine.]

### Данія
- Association EURATOM RISØ

### Естонія
- Estonian Research Unit under Tekes Association

### Фінляндія
- Association EURATOM TEKES

### Франція
- Association EURATOM CEA [Архівовано 29 вересня 2011 у Wayback Machine.]

### Німеччина
- Association EURATOM IPP [Архівовано 26 листопада 2009 у Wayback Machine.]
- Association EURATOM FZJ [Архівовано 12 листопада 2006 у Wayback Machine.]
- Association EURATOM FZK [Архівовано 4 квітня 2008 у Wayback Machine.]

### Греція
- Association EURATOM Hellenic Republic

### Угорщина
- Association EURATOM HAS [Архівовано 20 жовтня 2011 у Wayback Machine.]

### Ірландія
- Association EURATOM DCU

### Італія
- Association EURATOM ENEA Rome [Архівовано 27 березня 2015 у Wayback Machine.]
- Association EURATOM ENEA Milan [Архівовано 9 жовтня 2011 у Wayback Machine.]
- Association EURATOM ENEA Padova

### Латвія
- Association EURATOM University of Latvia [Архівовано 4 вересня 2010 у Wayback Machine.]

### Литва
- Association EURATOM LEI [Архівовано 9 жовтня 2011 у Wayback Machine.]

### Нідерланди
- Association EURATOM FOM

### Польща
- Association EURATOM IPPLM [Архівовано 9 жовтня 2011 у Wayback Machine.]

### Португалія
- Association EURATOM IST [Архівовано 3 жовтня 2011 у Wayback Machine.]

### Румунія
- Association EURATOM MEdC

### Словаччина
- Association EURATOM CU

### Словенія
- Association EURATOM MHST [Архівовано 9 жовтня 2011 у Wayback Machine.]

### Іспанія
- Association EURATOM CIEMAT [Архівовано 13 листопада 2011 у Wayback Machine.]

### Швейцарія
- Association EURATOM Confédération Suisse [Архівовано 28 вересня 2011 у Wayback Machine.]

### Швеція
- Association EURATOM VR [Архівовано 29 вересня 2011 у Wayback Machine.]

### Велика Британія
- Association EURATOM CCFE [Архівовано 28 жовтня 2020 у Wayback Machine.]